# Alberto Visconti
Alberto Visconti, född 1901, var en italiensk bobåkare. Han deltog vid olympiska vinterspelen 1924 i Chamonix i det andra italienska laget i fyrmansbob, som bröt tävlingen efter andra åket.